# Gynoplistia yarrumba
Gynoplistia yarrumba är en tvåvingeart som beskrevs av Günther Theischinger 1993. Gynoplistia yarrumba ingår i släktet Gynoplistia och familjen småharkrankar. Inga underarter finns listade i Catalogue of Life.